# Eva Luna
Eva Luna es el nombre de una novela escrita por Isabel Allende en 1987. Fue traducida al inglés por Margaret Sayers Peden. 
La novela contiene muchos elementos que serán retomados en El reino del dragón de oro. Aún la historia perruna del país, a través de varias décadas tras cada mitad del siglo XX, tiene muchas semejanzas con el país de origen de la autora, Chile, la geografía y el contexto social de la historia muestran una sociedad más similar a la de Venezuela, país en que vivió al exiliarse.

## Resumen
La historia comienza como nace Eva Luna, protagonista de la historia. Su madre Consuelo, quién era pelirroja, fue rescatada por unos indios y a los doce años la enviaron a la ciudad, al convento de “las hermanitas de la caridad”. Luego fue a servir a casa de un médico, el profesor Jones, quien dedicaba su tiempo a embalsamar cadáveres. Aquí conoce a un jardinero indio que acaba siendo envenenado por una serpiente, ella se encarga de curarlo de forma un tanto carnal (manteniendo relaciones sexuales con él). De estas relaciones, acaba naciendo Eva Luna, en una habitación de la mansión donde trabajaba Consuelo, que es ayudada en el parto por otra sirvienta, que más tarde es consagrada como la madrina de Eva. Consuelo deja huérfana a Eva a temprana edad, su muerte fue causada por haberse tragado un hueso de pollo, desde ese momento su madrina se encarga de ella. 
Por otro lado, narra la historia de la familia Carlé, el padre Lukas Carlé, un loco y temido profesor austriaco que aplicaba fuertes castigos a sus alumnos, y era muy duro con sus hijos, Rolf Carlé, Jochen y la pequeña Katharina. Luego el padre se va a la guerra y no vuelve luego de un prolongado tiempo, y cuando lo hizo tuvo una fuerte discusión con su familia donde el hijo mayor, Jochen, lo golpeó y luego huyó, tuvo después de esto una muerte dudosa, lo encontraron colgado del cuello en medio de un bosque, debido a esto la madre envía a Rolf rumbo a América del Sur, a casa de su tío Rupert y su tía Burgel, Rolf se enamoró a primera vista de sus dos primas, y comenzó aquí un alocado amor entre los tres.
Eva, mientras tanto, trabaja en una nueva casa donde conoció a Elvira, con quien se encariñó mucho, debido al deterioro de su madrina fue separada de ella y puesta a trabajar en distintos domicilios, de los que de algunos se arrancaba, así fue como conoció en la calle a Huberto Naranjo, quien la lleva a casa de “la señora” donde comienza una amistad con Melecio, “una mujer en cuerpo de hombre” según él. Nuevos enredos hacen que Eva quede otra vez en la calle, donde la recoge un turco llamado Riad Halabí, la lleva a su casa y la termina de criar hasta que su esposa se suicida, se enamoran y Riad envía a su amada Eva a la ciudad, donde esta se reencuentra con Melecio, pero esta vez en un cuerpo de mujer, Mimí. En la ciudad trabajó en una fábrica, luego se dedicó a escribir. Aquí es donde se unen las dos historias que Isabel nos relata en Eva Luna, cuando Rolf, ya convertido en una importante persona que elaboraba reportajes, se conoce con Eva; luego, ellos dos, junto a Mimí, planean la liberación de guerrilleros presos con Huberto, el líder de las guerrillas. Eva y Rolf luego de conseguir su propósito se van y se casan.

## Personajes

### Eva Luna
Heroína de la historia. Cuenta su vida desde su propia concepción, a partir de ahí todo es una mezcla de peculiaridades. Desde pequeña tras perder a su madre, que siempre mantiene como figura de apoyo, comienza a servir en distintas casas. Esa mala suerte de pobreza y servidumbre, a veces se ve salpicada por figuras entrañables que la ayudan (Elvira, la Señora, Mimí, Riad Halabí...) Eva muestra un fabuloso don, el don de la imaginación y el encanto para contar historias. Ve, critica y acepta. Se ve perseguida por fantasmas, Kamal y Zulema, amores imposibles, Riad. Gracias a éste, perdió su virginidad, y se convirtió en una mujer, amante y seductora.

### Rolf Carlé
Emigrante austriaco, cuya infancia fue durísima, marcada por la guerra y por un padre, Lukas Carlé, que mantenía atemorizada a su esposa, y a sus tres hijos: Jochen, el primero en nacer, que se marchó de casa harto de la prepotencia de su padre; Katharina, retrasada mental, quien nació con un agujero en el corazón, y Rolf, que su padre creyó que era la salvación de su descendencia. Era grande, fuerte y e insistió en hacerlo más fuerte aun con métodos brutales para un niño. Más tarde, éste es librado de su padre por unos alumnos. Rolf es cineasta, reportero, protegido de Avellaneda, se gana la vida grabando toda clase de acontecimientos comprometedores. Es solemne, tranquilo, cauto y de confianza. Su refugio es la Colonia, territorio en el país solo habitado por nor-europeos, allí sus tíos, Rupert y Burgel, le han acogido y tratado como a un hijo; y sus primas, blancas, gorditas y con olor a vainilla, canela y limón han sido durante años sus amantes, las dos hermanas compartían al primo sin egoísmos y él no sabía por cual decidirse.

### Huberto Naranjo
Primero, muchacho espabilado por la pobreza del país, luego jefe de una pandilla en la calle de la República, zona de putas; luego convertido en guerrillero. Desde ahí su carrera fue madurando, hasta convertirse en el famoso Comandante Rogelio, ejemplo de los nuevos guerrilleros. Su vida se marca por una serie de coincidencias con Eva, hasta que al final se convierte en su amante, la guerrilla acaba pudriendo a su amor, y quedan como amigos. Es hombre duro, revolucionario rojo, de ideas fijas y de valor. Mantiene respeto mutuo con Rolf Carlé.

### Mimí(anteriormenteMelecio)
Mujer atrapada en cuerpo de hombre. Emigrante italiana, conoce a Eva cuando ésta solo era una niña, cuando es acogida por la Señora, su gran amiga y protectora. Por esa época Melecio llevaba una doble vida, por las mañanas daba clases de italiano, y por las noches trabajaba en un tugurio como transexual. Organizó “la revuelta de las putas” por los abusos económicos que sufrían por parte de los policías. Fue llevada a la cárcel de Santa María, donde fue violada y maltratada. Gracias a la Señora consiguió salir. Empezó a reconstruir su vida, se operó, consiguió ser la mujer de las mujeres (salvo por su único atributo masculino). En ese estado fue como se encontró con Eva, empezaron a vivir juntas. Mimí se muestra como un ser casi angelical (pechos y caderas perfectos, vientre plano...), como apoyo para Eva para que se dedique solo a escribir, como un ser cariñoso, sensible y aficionada al tarot... Al final Mimí logra su sueño, encontrar a un hombre que de verdad la quiera (Avellaneda), ser actriz, y tener dinero suficiente para quitarse de su molesto atributo. Al final no se opera.

### Riad Halabí
Amable y noble musulmán, que recoge a Eva de la pobreza y la establece como hija, en el pueblo de Agua Santa, donde tiene un próspero negocio, gracias a su ojo comercial. Emigrante, con el labio partido, que tapa con un pañuelo para no asustar. Casado con Zulema (joven de su pueblo natal), que no le quiere y vive amargada, a pesar de los regalos y amor de su marido. Zulema, está solo preocupada por su belleza, le traiciona con su primo Kamal, y con la huida de éste, se hunde en la depresión hasta suicidarse. De este suicidio culpan a Eva, que una vez más fue defendida por el paternal Riad. Por habladurías Eva debe abandonar el pueblo. Como despedida, Riad le da todas las joyas de Zulema y secretos de amor. Eva guarda a Riad como un amor platónico en su corazón, que es escondido por Huberto y totalmente borrado al encontrarse con la nueva mujer de Riad, de tan solo 14 años; a partir de ese momento, el amor que siente por él es únicamente filial.

### Elvira
“Abuela” de Eva, en su niñez es la primera persona tras la muerte de su madre que le da amor. Vieja entrañable, obsesionada con la muerte, hasta tal punto de tener ya preparado el ataúd, donde juega con Eva, y que al final la salva de la muerte en un diluvio. Quiso y protegió a Eva en casa de los solterones, y después todo lo que pudo, hasta que se distanciaron. Se la recuerda por cambiar pirulís a Eva por cuentos. Al final de la novela es encontrada por Eva y Mimí, y se establece con ellas, considerando a Mimí como una figura celestial.

### Madrina
Mulata opulenta, madrina de Eva, fiel devota, va poco a poco demenciándose. Primero se ahoga en alcohol, luego queda embarazada y tiene un hijo con dos cabezas al que mata. Más tarde se intenta suicidar cortándose el cuello. Es olvidada mientras Eva está en Agua Santa. Al final es encontrada por ésta y por Mimí y llevada a una buena residencia psiquiátrica. Como recuerdo suyo se quedan con el puma embalsamado, recuerdo del amo común, el profesor Jones.

### Madre de Eva (Consuelo)
Pelirroja de tez blanca, encontrada en la selva por unos misioneros, criada desde siempre. Engendró a Eva por dar gusto a un indio moribundo picado por una serpiente. Murió por un hueso de pollo en Navidades, prometiendo a Eva que siempre estaría con ella mientras la recordara. Se convierte en una figura divina para la protagonista.
- Datos: Q422619